# Sylva Pandu
Sylva Pandu, en griego original Σύλβα Πάντου (Salónica, 1934 - Atenas, 2021) fue una hispanista griega.

## Biografía
Nació en Salónica, su padre, un militar de alto rango fue asesinado durante la ocupación alemana de Grecia. Recibió una excelente educación y aprendió alemán, francés y español, licenciándose en Filosofía y Letras en la Universidad Aristóteles de Salónica. Fue becada por el estado español en 1958 y obtuvo un diploma de Estudios Hispánicos por la Universidad Internacional Menéndez Pelayo en 1962. Al regresar a Grecia dio clases de español en la Organización Cristiana de Mujeres de Atenas; el Departamento de Lenguas Extranjeras era el único lugar en toda Grecia en donde se enseñaba el español y fue pionera en ese campo. Luego trabajó como traductora simultánea en la Embajada de Méjico desde 1962 hasta 1967, año en que obtuvo una beca mexicana para efectuar estudios de postgrado en la UNAM sobre civilización azteca y lengua náhuatl; allí también dio cursos de lengua y cultura helénica y se casó con un mexicano, del que tuvo un hijo, Alejandro. Dirigió desde 1997 la Asociación de Hispanistas Griegos (Εταιρεία Ελλήνων Ισπανιστών) y recibió la Insignia de oro que otorga la Universidad Menéndez Pelayo en 1983, así como en 2007 el honor más alto que otorga la Casa Real española, la Encomienda de la Orden de Isabel la Católica.

## Traducciones
- José Hierro, La Agenda
- José Hierro, Cuadernos de Nueva York
- César Ballester, La forma en llamas. Elogio de la locura, 1983.
- Enrique Badosa, Mapa de Grecia / Chartes tes Elladas, 2004.
- Juan Goytisolo, Señas de identidad